# Peter Kruse
Peter Kruse, född  okänt år i Lübeck, död 30 december 1645 i Säter, var en svensk ämbetsman. 

## Biografi
Peter Kruse var son till handlaren Frantz Kruse. Han slog sig ned i Stockholm och samlade snart samman en större förmögenhet, och förordnades 1620 till direktör över handelskompaniet i Stockholm. 1625 utnämndes han till ståthållare över Kopparberslagen. Peter Kruse anklagades för att jämte övriga direktörer i kopparkompaniet ha tillskansat sig pengar för egen räkning från uppbörden, och väckte Gustav II Adolfs missnöje. Trots det utnämndes han vid länets bildande 1634 till landshövding över Kopparbergs län. Han adlades 1622 med bibehållande av sitt namn, men hans söner ändrade det senare till Crusebjörn. År 1624 förvärvade han järnbruket Grängshammars bruk.
Samma dag som Kruse adlades förlänades han större delen av Ströja by med flera gårdar i Kvillinge socken i Östergötland. Tillsammans med samma år inköpta gårdar inom socknen uppförde han ett säteri (herrgårdsbyggnaden år 1623), först benämnt Knullerstad (ej Kullerstad), senare Krusenhov efter sin ägare. Redan under Kruses livstid delades den vidsträckta egendomen och flera nya säterier bildades: Näs säteri, senare omdöpt till Björsnäs, samt Tjuvestad säteri (namnändrat till Björnviken, första ordledet efter sista stavelsen i Crusebjörn). Äldste sonen Peter Crusebjörns änka Gertrud Rosenstierna, som levde ännu 1685, var bosatt på Krusenhov.
Han avled i Säters stad, som erhållit stadsrättigheter under hans landshövdingeperiod.

## Familj
Kruse var gift med Cecilia Rehn (död 1645), dotter till rådmannen Ingevald Olofsson i Stockholm. De fick tillsammans barnen residenten Peter Crusebjörn (död 1650) i Moskva, kammarrådet Jesper Crusebjörn (död 1663), landshövdingen Frans Crusebjörn (1605–1654), Margareta Crusebjörn (1609–1642) som var gift med borgmästaren Nils Månsson i Norrköping och borgmästaren Olof Hising i Norrköping, militären Ingevald Crusebjörn (1611–1657) och Elisabet Crusebjörn (död 1655) som var gift med generalauditören Benjamin Magnus Croneborg.

## Fotnoter
1. ↑  Peter Kruse, Svenskt biografiskt lexikon, Svenskt Biografiskt Lexikon-ID: 11818, läs online.[källa från Wikidata]
2. ↑  läst: 11 januari 2020.[källa från Wikidata]
3. ↑  Johan Axel Almquist (1947) Frälsegodsen i Sverige under storhetstiden. Tredje delen Östergötland, Band 2. Säterier, Stockholm: P A Norstedt (sid 852-854)
4. ↑  Johan Axel Almquist (1947), sid 852; Kulturarv Östergötland om Krusenhof Arkiverad 14 juni 2018 hämtat från the Wayback Machine.
5. ↑  Johan Axel Almquist (1947), sid 950-955
6. ↑  Johan Axel Almquist (1947), sid 1052-1054
7. ↑  Elgenstierna Gustaf, red (1926). Den introducerade svenska adelns ättartavlor 2 af Chapman-Fägerstråle. Stockholm: Norstedt. sid. 123-124. Libris 10076748